# Telefoot Soccer 2000
Telefoot Soccer 2000 est un jeu vidéo de football sorti en 2000 sur Nintendo 64 et sur Game Boy Color. Le jeu a été développé par Silicon Dreams Studio et édité par Southpeak Interactive. Aux États-Unis, le jeu s'intitule Michael Owen's WLS 2000 avec en vedette Michael Owen, puis il fut ressorti comme jeu de football féminin sous le titre Mia Hamm 64 Soccer avec en vedette Mia Hamm. En Allemagne, le jeu est commercialisé sous le nom de RTL WLS 2000 à la suite d'un partenariat avec RTL Television. 